# Чхве Чан Хо
Чхве Чан Хо (кор. 최창호; род. 10 февраля 1964, Сеул) — южнокорейский боксёр, представитель наилегчайших весовых категорий. Выступал на профессиональном уровне в период 1982—1989 годов, владел титулом чемпиона мира по версии IBF, был претендентом на титул чемпиона мира по версии WBA.

## Биография
Чхве Чан Хо родился 10 февраля 1964 года в Сеуле, Южная Корея.
Дебютировал в боксе на профессиональном уровне в декабре 1982 года, но свой первый бой проиграл по очкам в четырёх раундах.
После достаточно длительного перерыва в 1985 году продолжил боксировать, одержав победу над несколькими не очень известными соперниками. В феврале 1987 года завоевал титул чемпиона Южной Кореи среди профессионалов, победив по очкам соотечественника Чхэ Хун Кука.
Благодаря череде удачных выступлений в 1987 году Чхве удостоился права оспорить титул чемпиона мира в наилегчайшей весовой категории по версии Международной боксёрской федерации (IBF) и отправился на Филиппины боксировать с действующим чемпионом Доди Боем Пеньялосой. Корейский боксёр проигрывал поединок по очкам, к тому же в восьмом раунде с него сняли одно очко за опасную работу головой, но в одиннадцатом раунде ему удалось нокаутировать Пеньялосу. Таким образом, он стал новым чемпионом IBF в этом весе.
Тем не менее, Чхве Чан Хо удерживал чемпионский пояс не долго, уже в рамках первой защиты в январе 1988 года на Филиппинах он встретился с другим филиппинцем Роландо Бохолем и уступил ему раздельным решением судей в пятнадцати раундах.
Впоследствии выиграл один рейтинговый поединок и в том же 1988 году предпринял попытку заполучить титул чемпиона мира во втором наилегчайшем весе по версии Всемирной боксёрской ассоциации (WBA), но проиграл техническим нокаутом действующему чемпиону из Таиланда Кхаосаю Гэлакси.
Последний раз выходил на ринг как профессиональный боксёр в декабре 1989 года, потерпев поражение по очкам от филиппинца Феликса Энеро.